# Черновики (альбом)
Черновики — сольный альбом Александра Васильева.

## Описание
Как и всякий плодовитый автор, Александр Васильев написал порядочное количество песен, собственной группе в разное время не подошедших. Они и составили основу этого альбома, но в него же вошла и новая на тот момент песня «Романс», за которую, в частности шла нешуточная борьба между лейблами. Сингл должен был быть выпущен под эгидой Sony Music под вывеской группы «Сплин», тогда как «Черновики» собиралась выпускать компания «Мистерия звука» — и под шапкой «Александр Васильев представляет». В итоге песня вышла как на «Черновиках», так и на альбоме «Сплин» «Реверсивная хроника событий».
В подарочном издании диска можно найти стихотворение А. Васильева, за которое он был награждён премией Нашего Радио «ПобоRoll» в номинации «Поэзия 2003», и песню на стихи Владимира Высоцкого «На братских могилах». Материал для пластинки был записан на московской студии Андрея Бочко.

## Васильев об альбоме
Александр Васильев: «Я просто сел и под гитару в один микрофон спел все те песни, которые не вошли в сплиновские альбомы. Они, в принципе, на порядок ниже того, что попадало в альбомы. Хотя там тоже есть сильные вещи по тексту или мелодии, но не более того. Это — точно те песни, которые мы с группой никогда делать не будем, потому что это не в стилистике группы и мне неохота это ребятам предлагать. Гораздо интереснее играть на семь восьмых, чем…гитарный перебор, что ли. Я просто скинул балласт и тут же забыл про него. В основном диск интересен тем, кто Сплин любит, знает все альбомы, и кому интересно, что осталось за кадром.. Ничего новаторского… Писал я его дома. Я пытался в студии его записать, но там настолько стерилизовано все звучит… Настолько грамотно, профессионально, что слушать это невозможно. Здесь хоть эхо какое-то есть, притоптываешь, стаканом звякаешь — какие-то звуки. И вообще, груз ответственности падает, когда дома пишешь, мгновенно…».
«Ну, в какой-то момент нарисовался человек и сказал: „Я знаю, что у тебя есть много песен, которые не изданы, давай их запишем“». «За 10 лет у меня накопилось энное количество „не-электрических“ песен. Одни я посчитал глупым делать с группой. Они и так цельно звучат. Другие просто захотелось перепеть в камерной обстановке. И потом, интересно было увидеть, насколько я изменился. Ведь на альбоме есть песни, которые я ещё в 1990 году написал, например, „Двое не спят“ и „Сумасшедший дом“. А есть „Романс“ прошлого [2003] года».

## Список композиций
1. Кто-то не успел (1994) — 3:15
2. Мне 20 лет (1989) — 2:33
3. Конец прекрасной эпохи (на стихи И. Бродского) — 5:49
4. Бонни и Клайд (1996) — 3:13
5. Загладь вину свою (1991) — 1:56
6. Паузы (А. Макаревич) (2001) (запись с программы «Взрослые песни» на МУЗ-ТВ) — 4:05
7. Корень Мандрагоры (1993) — 2:32
8. Небо в алмазах (1995) — 2:46
9. Мария и Хуана (1997) — 4:45
10. Домовой (1996) — 3:35
11. Романс (2003) — 2:31
12. Скоро будет солнечно (1996) — 4:20
13. Двое не спят (1990) — 3:24
14. Рождество (1995) — 3:57
15. Пурга-кочерга (1992) — 1:36
16. Двуречье, или Я ничего не скрыл (1995) — 4:12
17. Подводная лодка (1996) — 2:53
18. Аделаида (Б. Г.) — 3:37
19. На братских могилах… (В. Высоцкий, песня включена только в подарочное издание, хотя на обложке обычного издания Высоцкий упоминается в перечислении авторов стихов и музыки) — 2:15
20. Сумасшедший дом (1990) (стих) (трек включен только в подарочное издание) — 1:27

## Состав
- Александр Васильев — вокал, гитара.

В записи принимали участие:
- Яник Николенко — флейта
- Николай Ростовский — звукорежиссёр
- Сергей Большаков — мастеринг